# Episodi de L'ispettore Barnaby (quindicesima stagione)
La quindicesima stagione del telefilm L'ispettore Barnaby è andata in onda nel Regno Unito a partire dal 1º febbraio 2012 sul network ITV.
| nº | Titolo originale     | Titolo italiano           | Prima TV Regno Unito | Prima TV Italia   |
| -- | -------------------- | ------------------------- | -------------------- | ----------------- |
| 1  | The Dark Rider       | Il cavaliere senza testa  | 1º febbraio 2012     | 21 settembre 2013 |
| 2  | Murder of Innocence  | Assassinio dell'innocenza | 21 marzo 2012        | 28 settembre 2013 |
| 3  | Written in the Stars | Scritto nelle stelle      | 25 settembre 2012    | 12 ottobre 2013   |
| 4  | Death and the Divas  | Sorelle e rivali          | 2 gennaio 2013       | 5 ottobre 2013    |
| 5  | The Sicilian Defence | Scacco all'assassino      | 9 gennaio 2013       | 19 ottobre 2013   |
| 6  | Schooled in Murder   | Scuola di omicidio        | 30 gennaio 2013      | 26 ottobre 2013   |